# Aidi
Aidi ou Cão do atlas[Nota] (em francês: Chien de l'Atlas) é uma raça marroquina de cães usada como cão de pastoreio, protegendo rebanhos de ovelhas e cabras. É considerado possuidor de habilidades de caça e de um bom faro. Em sua terra natal, o Marrocos, costuma ser usado para caçar em parceria com o sloughi, que persegue as presas que o aidi localizou pelo faro. É cão rústico e musculoso, com pelagem farta, que serve como proteção às grandes variações térmicas da sua região de origem. A cor de sua pelagem pode variar entre bege, marrom escuro e preto; pesa de 20 a 25 kg, e tem a altura (medida na cernelha) de 52 a 62 cm.